# Гилберт, Том
То́мас Ке́лли Ги́лберт (англ. Thomas Kelly Gilbert; род. 10 января 1983, Блумингтон, Миннесота, США) — американский хоккеист, защитник клуба Национальной хоккейной лиги «Вашингтон Кэпиталз».

## Карьера
Профессиональную карьеру начал в клубе USHL «Чикаго Стил». В 2002 году был выбран на драфте клубом «Колорадо Эвеланш», но, вместо того, чтобы присоединиться к своему новому клубу, стал игроком команды университета Висконсина-Мэдисона. В 2004 году Том Гилберт был обменян в «Эдмонтон» на голкипера Томми Сало.
В 2006 году Том стал игроком системы «Эдмонтона»; проведя первую часть сезона 2006/07 в клубе «Уилкс-Барре/Скрэнтон Пингвинз», в январе 2007 года Гилберт был вызван в главную команду, дебютировав за «Ойлерз» в день своего 24-летия, 10 января 2007 года, в матче против «Сан-Хосе». В 2008 году Том Гилберт подписал с «Нефтяниками» контракт на 6 лет, но до окончания его не доиграл: в феврале 2012 года «Эдмонтон» обменял защитника в «Миннесоту» на Ника Шульца. Проведя в Миннесоте полтора сезона, в 2013 году Том, как свободный агент, подписал годовое соглашение с «Флоридой Пантерз».
В июле 2014 года Том Гилберт заключил контракт с «Монреаль Канадиенс»; соглашение рассчитано на 2 года.

## Карьера в сборной
В составе сборной США Том Гилберт принимал участие в чемпионате мира 2008 года.

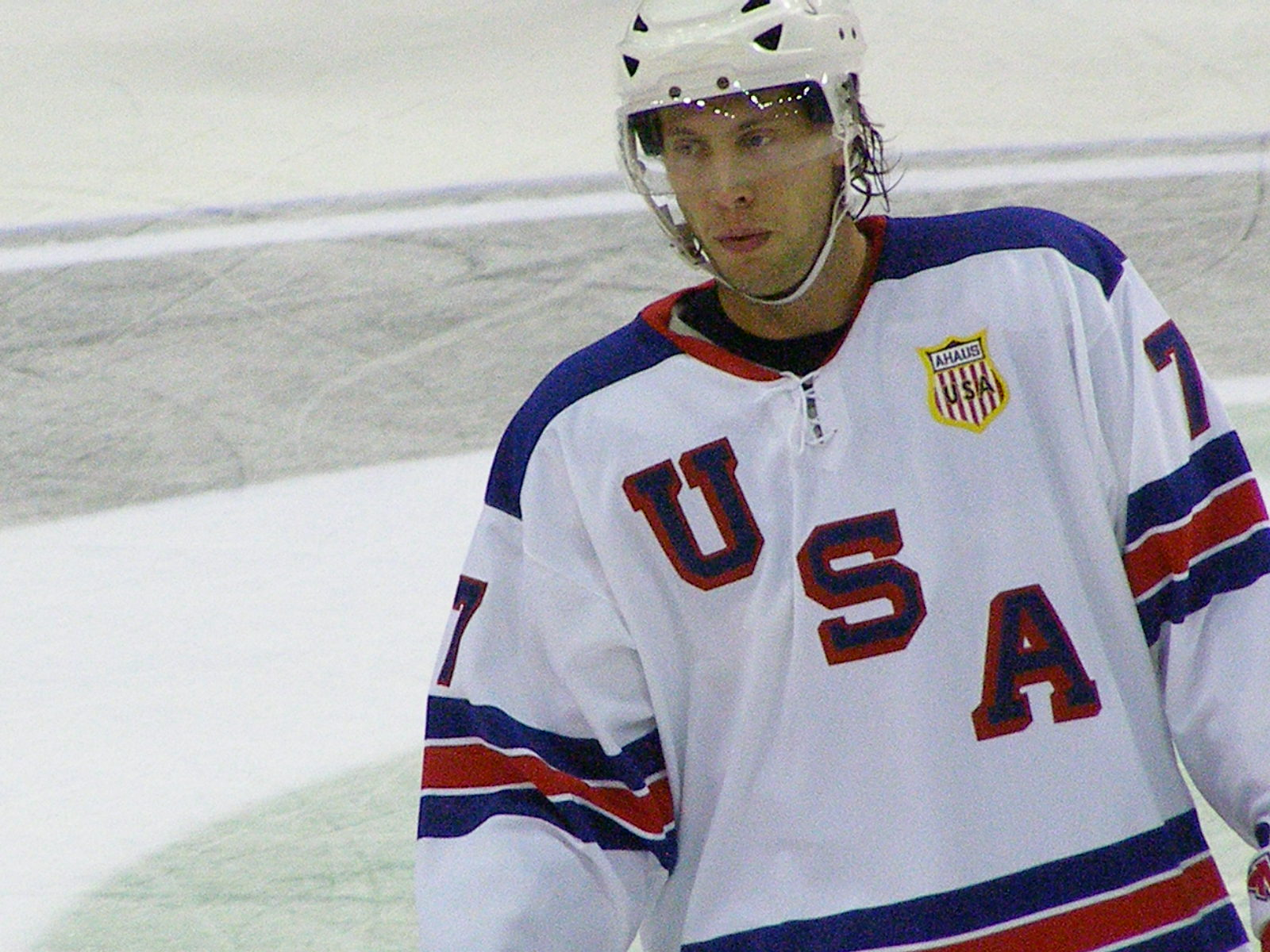
Том Гилберт на чемпионате мира 2008 года.